# Echinorhynchus robustus
Echinorhynchus robustus är en hakmaskart som beskrevs av T.K. Datta 1928. Echinorhynchus robustus ingår i släktet Echinorhynchus och familjen Echinorhynchidae. Inga underarter finns listade i Catalogue of Life.